# John Forsell
Carl Johan Jacob Forsell (Estocolm, 6 de novembre de 1868 - 30 de maig de 1941) fou un cantat d'òpera suec de la corda de baríton.
Dotat d'una bella veu de baríton, abandonà la carrera militar per la de la música, fent els estudis en els Conservatoris de la seva ciutat natal i el de París. Des del seu debut en El barber de Sevilla en el Teatre reial d'Estocolm, quedà incorporat al quadre d'òpera del citat coliseu, actuant diverses temporades consecutives amb extraordinari èxit.
Va recórrer les principals escenes líriques d'Europa i Amèrica com a intèrpret d'òperes i com a cantant de concerts, aconseguint sempre l'acollida més favorable.